# 小行星12578
小行星12578（12578 Bensaur）是一颗绕太阳运转的小行星，为主小行星带小行星。该小行星于1999年9月7日发现。

## 轨道参数
小行星12578的轨道半长轴为2.3013342 UA，离心率为0.127。